# Encapsulated PostScript
Encapsulated PostScript (EPS) — формат файлов, базирующийся на подмножестве языка PostScript и предназначенный для обмена графическими данными между различными приложениями. Формат EPS был создан компанией Adobe и послужил базой для создания ранних версий формата Adobe Illustrator.
Данные в файле EPS должны записываться в соответствии со стандартом DSC. В файлах EPS запрещено использование следующих операторов языка PostScript: banddevice, exitserver, initmatrix, setshared, clear, framedevice, quit, startjob, cleardictstack, grestoreall, renderbands, copypage, initclip, setglobal, erasepage, initgraphics, setpagedevice.
В своей минимальной конфигурации EPS-файл имеет так называемый BoundingBox DSC comment — информацию, описывающую размер изображения. Таким образом, даже если приложение не может растеризовать данные, содержащиеся в файле, оно имеет доступ к размерам изображения и его preview.
Программа QuarkXPress версий 4, 5 и 6 не может растеризовать данные из EPS-файла, поэтому использует в верстке только preview — уменьшенную копию всего изображения, которая хранится в EPS-файле отдельно от основных данных. Программа Adobe InDesign версий CS-CS4 такого ограничения не имеет. Использование уменьшенной по качеству копии изображения предназначено для упрощения вывода изображения на экран и, как следствие, значительного ускорения работы с вёрсткой. Preview может быть записано в формате TIFF или WMF (только для PC) или вовсе опущено.
Формат используется в профессиональной полиграфии и может содержать растровые изображения, векторные изображения, а также их комбинации.
Изображение, записанное в формате EPS, может быть сохранено в разных цветовых пространствах: Grayscale, RGB, CMYK, Lab, Multi-channel.
Preview EPS-файла также может быть создано с использованием различных методов уменьшения объёма данных: JPEG, TIFF (1/8 bit).

## Программы с поддержкой формата EPS
- Affinity Designer
- Adobe Illustrator
- Adobe InDesign
- Adobe Photoshop
- Adobe Acrobat X Pro
- CorelDRAW
- GIMP — частично умеет импортировать. Версия 2.8.22 — умеет открывать и конвертировать в другие форматы. Созданные в gimp eps файлы открывает без проблем.
- GSview — бесплатная версия позволяет только открывать (командная строка и drag’n’drop)
- Inkscape — просмотр, редактирование
- Irfan View с плагином Postscript.dll — просмотр
- LibreOffice — просмотр, вставка в документ
- Microsoft Expression Design
- Okular — только просмотр
- Preview
- QuarkXPress
- Scribus — официально поддерживает
- Swift Publisher